# Чемпионат Европы по баскетболу 1951
7-й чемпионат Европы по баскетболу проходил в Париже на «Зимнем велодроме» (фр. Vélodrome d'Hiver) с 3 по 12 мая 1951 года. В финальной стадии принимали участие 18 национальных сборных, что является рекордным числом участников и превосходит в более чем два раза число команд-участниц прошлого Евробаскета.
Чемпионом во 2-й раз стала сборная СССР, второе место заняли чехословаки, третье — французы.

## Итоговое положение
| 1. — СССР 9-0         |
| 2. — Чехословакия 5-3 |
| 3. — Франция 6-3      |
| 4. — Болгария 5-3     |
| 5. — Италия 6-3       |
| 6. — Турция 6-3       |
| 7. — Бельгия 4-4      |
| 8. — Греция 2-6       |
| 9. — Финляндия 7-2    |
| 10. — Нидерланды 6-3  |
| 11. — Австрия 5-4     |
| 12. — ФРГ 2-6         |
| 13. — Швейцария 4-5   |
| 14. — Дания 3-7       |
| 15. — Португалия 3-5  |
| 16. — Шотландия 0-8   |
| 17. — Люксембург 0-5  |
| 18. — Румыния 0-3     |

## Судьи
- Витторио Уголини
- Тургут Атаколь
- Иззеттин Сомер
- Понтье
- Фьонер
- ? Теста